# Útszéli suli
Az Útszéli suli vagy Wayside suli (eredeti címén Wayside) amerikai-kanadai animációs tévésorozat, amelyet Amerikában és Európában a Nickelodeon sugároz, Kanadában pedig a Teletoon (ismerhetjük innen:Totál Dráma Sziget). A sorozat egy amerikai könyvön alapul, amit Louis Sachar írt, Wayside school címmel.
Magyarországon minden hétköznap 18:00 - kor a Nickelodeon csatornán lehet figyelemmel kísérni. A TV-műsorok Waysideként jegyzik. 2000-2004-ig készítették (1-2 évad), egy epizód összesen fél óra, két részt tekinthetünk benne meg.

## Történet
A világ leghihetetlenebb iskolájába egy új tanuló érkezik: Todd. Ő úgy érzi, az egyetlen önmaga, aki normális ebben az iskolában. Megdöbben, amikor megtudja, hogy az iskola 30 emeletes, és az ellentétek összekeverednek. A 14. emeleten gondolázni lehet, mint a folyosón ("Szerelem a tanárba" c. rész), a másik teraszán faautomaták és számítógépes vezérlésű folyó van, valamint mesterséges erdő ("Mrs. Rém" c. rész). Todd megzavarodik, és igyekszik beilleszkedni...

## Főbb karakterek
- Todd : Az új és igen szerény diák, aki nem akar balhét, és látja, hogy a többiek teljesen más világban élnek. Todd egy elkötelezett tanuló, aki tanulna, ha lenne mit.
- Myron : A duci, kövér, szemüveges, kissé stréber, de szorgalmas gyerek elkalauzolja Toddot az Útszéli suli minden rejtélyéhez. Megmutat neki mindent, és készül egy kicsit megmártózni az Todd világában is.
- Maurecia : Ő imádja a jégkrémet, ahogy a görkorit és Toddot is. A 30. emeleti osztályba jár, ahová Todd és Myron is. Hat fiútestvére van, és egykoron ő mentette meg az osztályt. A Mrs. Rém c. részben szó került arra, hogy Maurecia egykoron békés kislány volt, aki aztán Mrs. Rémet legyőzte, de azaz ára volt ennek, hogy átváltozzon... eléggé.

## Fordítás
- Ez a szócikk részben vagy egészben  a   Wayside (TV series) című angol Wikipédia-szócikk fordításán alapul.  Az eredeti cikk szerkesztőit annak laptörténete sorolja fel. Ez a jelzés csupán a megfogalmazás eredetét és a szerzői jogokat jelzi, nem szolgál a cikkben szereplő információk forrásmegjelöléseként.